# Organ roboczy
Organ roboczy – w technice – popularna nazwa elementu maszyny bezpośrednio wykonującego zadanie, dla którego maszyna została skonstruowana (inne elementy to korpus, silnik, układ napędowy). Niekiedy bierze nazwę od wykonywanej czynności np. organ urabiający kombajnu węglowego. Organ roboczy często wyposażony ("uzbrojony") jest w narzędzia odpowiednie dla wykonywanych zadań.